# Jo Bonner
Josiah Robins "Jo" Bonner, Jr., född 19 november 1959 i Selma, Alabama, är en amerikansk republikansk politiker. Han representerade delstaten Alabamas första distrikt i USA:s representanthus 2003–2013.
Bonner avlade 1982 sin grundexamen vid University of Alabama. Han studerade en tid vidare vid samma universitet och anställdes sedan som medarbetare åt kongressledamoten Sonny Callahan som tillträdde i januari 1985. Callahan kandiderade inte till omval i kongressvalet 2002. Bonner vann valet och efterträdde Callahan som kongressledamot i januari 2003.